# Brătești, Gorj
Brătești este un sat în comuna Căpreni din județul Gorj, Oltenia, România. Se află în partea de sud-est a județului, în Platforma Oltețului din Podișul Getic, la confluența văii Brăteștii Mari cu Amaradia. La recensământul din 2002 avea o populație de 308 locuitori.